# Vingöron
- Övre vänster: Virveldämpare av typen "mjukt övergående vingspetsfena" (engelska: blended winglet).
- Övre höger: Virveldämpare av typen "dubbel vingspetsfena" (engelska: wingtip fence).
- Undre vänster: Tidiga vingöron hos en tvådäckare konstruerad av skotten William E. Somerville, 1914.
- Undre höger: Närbild på vingöronen hos en Heinkel He 162A.

Vingöron (engelska: wingtip device, "vingspetsanordning") är en traditionell benämning för tekniska lösningar hos flygplansvingar där yttervingarna eller vingspetsarna kraftigt vinklats eller snedställts av olika anledningar, i vissa fall till upprätta grader för att bilda en egen fena, så kallad vingspetsfena (engelska: winglet, i Boeing-nomenklatur, alternativt sharklet, i Airbus-nomenklatur).
Begreppet "vingöron" avser ej någon specifik konstruktion eller utformning, utan är enbart beskrivande för "vinganordningar som påminner om ytteröron". Tillämpning av sådana vinganordningar görs av diverse olika anledningar och kan, beroende på utformning, förbättra bland annat stabilitet, lyftkraft och vindmotstånd, etc.

## Virveldämpare

Skillnaden på mängden virvlar med konventionell vingspets (till vänster) och med winglet (till höger)

Virveldämpare är en typ av vingöron som har syftet att minska flygplanets vingspetsvirvlar och därigenom dess inducerade motstånd. Virvlar är en biprodukt av flygplanets lyftkraftsproduktion och finns hos samtliga flygmaskiner (även helikoptrar), och är kraftigare ju tyngre flygplanet är och ju långsammare det flyger. Virvlarna påverkas även av lyftkraftsgenererande mekanismer såsom vingklaffar.
Virveldämpare består ofta av upphöjda vingspetsar eller upprätt gående vingspetsfenor i olika former, såsom de "dubbla vingspetsfenor" (engelska: wingtip fence) hos Airbus A320 eller de "mjukt övergående vingspetsfenorna" (engelska: blended winglet) hos Airbus A350, men effekten kan även uppnås med "bakåtsläppta vingspetsar" (engelska: raked wingtip), vingspetsar som svepts bakåt, vilket bland annat används hos Boeing 787. Även vingspetstankar kan även agera virveldämpare, som de hos Cessna 402.
Installation av en virveldämpare gör att det inducerade motståndet minskar eftersom luften med högre tryck nedanför vingen inte längre kan passera runt vingtippen till det lägre trycket ovanför. Att tryckfördelningen blir på det här sättet beror på att när luften närmar sig den något uppåtpekande vingkonstruktionen (för att få en anfallsvinkel så att man kan skapa lyftkraft) så trycker fartvinden på vingens undersida och luften som passerar ovanför ökar sin hastighet på grund av vingens form. Detta skapar ett undertryck på ovansidan (avsaknad av luft) och ett övertryck på undersidan av vingen (överskott av luft).
Dock strävas det alltid efter ett jämviktsläge och luften med det högre trycket vill därför smita över till det lägre för att tryckutjämna. Detta görs med en virveldämpare som placeras såsom en mur för luften. Installation av en virveldämpare kan minska bränsleförbrukningen hos den maskinen med runt 5-10%.
Världens första flygplan försett med virveldämpare var Rutan VariEze av Burt Rutan, grundaren till Scaled Composites. Att flygplan såsom det tyska He-162 och det brittiska De Havilland Venom var försedda med vridna vingar eller vingspetsmonterade bränsletankar med virveldämpande egenskaper gör dock påståendet ovan lite luddigt.
Virvlarna kan vara skadliga för andra flygplan då de är en stor del av den så kallade vak-turbulensen (eng. wake turbulence) som är mycket kraftig. Detta är särskilt farligt för lättare flygmaskiner som påverkas mer av turbulens - det finns fall då flygmaskiner kraschat på grund av denna turbulens.[källa behövs]